# Javoineau
Der Javoineau ist ein Fluss in Frankreich, der im Département Maine-et-Loire in der Region Pays de la Loire verläuft. Er entspringt im beim Ort La Salle-de-Vihiers im Gemeindegebiet von Chemillé-en-Anjou, entwässert generell in nordöstlicher Richtung durch die Weinbaugebiete Anjou und Coteaux-du-Layon und mündet nach rund 20 Kilometern im Gemeindegebiet von Bellevigne-en-Layon als linker Nebenfluss in den Layon.

## Orte am Fluss
(Reihenfolge in Fließrichtung)
- Les Grandes Braudières, Gemeinde Chemillé-en-Anjou
- Valanjou, Gemeinde Chemillé-en-Anjou
- Les Trottières, Gemeinde Bellevigne-en-Layon
- Misolive, Gemeinde Bellevigne-en-Layon